# Самотній Люк, посланець
Самотній Люк, посланець (англ. Lonesome Luke, Messenger) — американська короткометражна кінокомедія режисера Хела Роача 1917 року.

## У ролях
- Гарольд Ллойд — Самотній Люк

- Бебе Деніелс
- Снуб Поллард
- Гілберт Претт
- Фред С. Ньюмейер